# Ideale primo
In matematica, e precisamente nella teoria degli anelli, un ideale primo è un ideale che ha alcune proprietà che lo rendono simile ad un numero primo nell'anello degli interi. Sarà dapprima presentata la definizione in un anello commutativo, poiché in questo caso gli ideali primi hanno una caratterizzazione più semplice, poi la generalizzazione in un anello qualsiasi.

## Storia
Il termine "ideale primo" è stato introdotto nel 1871 da Richard Dedekind.

## Caso commutativo

### Definizione formale
Se A è un anello, allora si dice che l'ideale P di A è primo se ha le seguenti proprietà:
- P sottoinsieme proprio di A.
- Se a e b sono due elementi di A tali che il loro prodotto ab è un elemento di P, allora almeno uno dei due è un elemento di P.[3]

Questa è una generalizzazione della seguente proprietà per i numeri primi:
se p è un numero primo, allora ogni volta che p divide il prodotto di due numeri interi ab si ha che p divide a oppure p divide b.
Si può dire, per collegare la teoria dell'algebra astratta con l'aritmetica nell'insieme degli interi:
un numero intero positivo n è un numero primo se e solo se l'ideale nZ è un ideale primo in Z.

### Esempi
- Si consideri l'anello C[X,Y] dei  polinomi nelle due indeterminate X ed Y a coefficienti complessi. L'ideale generato dal polinomio Y2 − X3 − X − 1 è un ideale primo.
- Nell'anello Z[X] dei polinomi a coefficienti interi l'ideale generato dall'insieme {2,X} è un ideale primo ed è formato dai polinomi che hanno come coefficiente costante un numero pari.
- In un anello commutativo unitario A ogni ideale massimale di A è primo. Il viceversa non è in generale vero, ma vale sempre se l'anello A è un dominio ad ideali principali.
- Se M è una varietà differenziabile e A è l'anello delle funzioni differenziabili da M ad R e x è un qualunque punto di M allora l'insieme delle funzioni f di A tali che f(x)= 0 è un ideale primo (che è anche massimale) di A.

### Proprietà
- Un ideale I dell'anello commutativo A è primo se e solo se l'anello quoziente A/I è un dominio di integrità.
- Un ideale I di un anello A è primo se e solo se A \ I (differenza insiemistica) è chiuso rispetto alla moltiplicazione.
- Ogni anello commutativo unitario (che non sia costituito dal solo {0}) contiene almeno un ideale primo. Infatti in un anello commutativo unitario ogni ideale massimale è anche un ideale primo e per il lemma di Krull ogni anello unitario ha almeno un ideale massimale.
- Un anello commutativo è un dominio di integrità se e solo se {0} è un ideale primo.
- Un anello commutativo è un campo se e solo se {0} è il suo unico ideale primo, o equivalentemente se e solo se esso è un ideale massimale.
- La controimmagine di un ideale primo attraverso un omomorfismo tra anelli è un ideale primo.

### Applicazioni
Un esempio di utilizzo del concetto di ideale primo si trova nella geometria algebrica. Le  varietà algebriche sono infatti definite come insiemi di zeri di ideali di anelli di polinomi (l'insieme degli elementi dell'anello sui quali tutti gli elementi dell'ideale sono zero). Si dimostra che le varietà irriducibili sono quelle che corrispondono agli ideali primi. L'approccio astratto moderno alla geometria algebrica consiste nel prendere un qualunque anello commutativo e considerare l'insieme dei suoi ideali primi, detto spettro, costruendo una topologia su di esso. Si può a questo punto definire una generalizzazione di varietà, che prende il nome di schema.

## Caso non commutativo

### Definizione formale
Se l'anello A in esame non è commutativo allora un suo ideale proprio P è primo se ha la seguente proprietà: 
Se a e b sono due elementi di A tali che per ogni c in A il prodotto acb è un elemento di P, allora almeno uno dei due è un elemento di P.
Per gli anelli commutativi la definizione è equivalente a quella data in precedenza. Per gli anelli non commutativi invece non sono equivalenti. Se per un ideale P di un anello non commutativo vale la precedente definizione si dice che P è un ideale completamente primo. Ogni ideale completamente primo è primo, ma non è in generale vero il viceversa. Ad esempio l'ideale nullo nell'anello delle matrici n × n è un ideale primo che non è completamente primo.

### Esempi
- Ogni ideale massimale è primo

- In un dominio di integrità l'ideale nullo è primo

### Proprietà
- Un ideale P è primo se e solo se dati due ideali A e B se AB ⊆ P allora almeno uno dei due è contenuto in P.